# Zenaida auriculata
La tortora orecchiuta (Zenaida auriculata (Des Murs, 1847) è un uccello della famiglia dei Columbidi, diffuso in America del Sud.

## Tassonomia
Sono note le seguenti sottospecie:
- Zenaida auriculata auriculata (Des Murs, 1847) - sottospecie nominale, diffusa in Cile e Argentina
- Zenaida auriculata caucae Chapman, 1922 - diffusa in Colombia occidentale
- Zenaida auriculata antioquiae Chapman, 1917 - diffusa in Colombia centrosettentrionale
- Zenaida auriculata pentheria Bonaparte, 1855 - diffusa in Colombia orientale e Venezuela
- Zenaida auriculata vinaceorufa Ridgway, 1884 - endemica delle Antille olandesi
- Zenaida auriculata stenura Bonaparte, 1855 - diffusa nelle Piccole Antille, a Trinidad, e dalla parte centrale della Colombia sino al nord del Brasile
- Zenaida auriculata jessieae Ridgway, 1888 - diffusa nel bacino del Rio delle Amazzoni
- Zenaida auriculata marajoensis von Berlepsch, 1913 - diffusa nella zona estuarina del Rio delle Amazzoni
- Zenaida auriculata noronha Chubb, 1919 - endemica dell'arcipelago di Fernando de Noronha
- Zenaida auriculata hypoleuca Bonaparte, 1855 - diffusa in Ecuador, Perù, Bolivia e Cile
- Zenaida auriculata chrysauchenia Reichenbach, 1847 - diffusa dalla Bolivia e dal Brasile centrale, sino alla Terra del fuoco